# فریدریش گوگنبرگر
فریدریش گوگنبرگر (به آلمانی: Friedrich Guggenberger) (۶ مارس ۱۹۱۵ – ۱۳ مه ۱۹۸۸) نظامی بلندپایه آلمان بود که در جریان جنگ جهانی دوم در کریگس‌مارینه و پس از آن در بوندس‌مارینه خدمت کرد. او با فرماندهی چند او-بوت، در طول خدمتش ۱۷ کشتی دشمن را غرق نمود.

## زندگی
فریدریش گوگنبرگر ماه سپتامبر سال ۱۹۳۴ به عنوان افسر دانشجو به رایشس‌مارینه، نیروی دریایی آلمان پیوست. مدتی کوتاهی پس از آغاز جنگ جهانی دوم، ماه اکتبر سال ۱۹۳۹ با درجه ناوبان یکم به شاخه او-بوت منتقل شد. پس از گذراندن دوره آموزشی، به عنوان افسر دیده‌بان در او-۲۸ قرار گرفت. با نشان دادن مهارت در این جایگاه، ماه نوامبر سال ۱۹۴۰ به ناوگان آموزشی او-بوت فرستاده شد تا دوره فرماندهی را ببیند.
ماه فوریه سال ۱۹۴۱ فرماندهی او-۸۱ از نوع ۷سی به او سپرده شد. در نخستین گشت رزمی خود روز ۲۱ ژوئن از کیل راهی دریا گشت تا مختصرا در آب‌های شمالی گردشی بکند. پس از یک هفته به تروندهایم در ساحل مرکزی نروژ رفت. از آن‌جا گشت دوم خود شروع کرد و روز ۷ اوت به کیرکنس در شمال نروژ رسید. یک هفته بعد به نروندهایم بازگشت. هیچ اتفاق خاصی در این گشتزنی‌های کوتاه نیفتاد.
روز ۱۷ اوت مسیر پایگاه جدید ناوگان یکم او-بوت در برست در غرب فرانسه در کرانه اقیانوس اطلس را در پیش گرفت. در راه یک کاروان متفقین را رهگیری کرد و توانست دو کشتی تجاری آن با مجموع تناژ ۹۰۰۰ تن را غرق کند. پس از سه هفته راهپیمایی روز ۱۹ سپتامبر به مقصد رسید. همان ماه به درجه ناوسروانی ترفیع یافت. پس از یک گشت بی‌نتیجه دیگر، دستور گرفت او-بوت خود را به مدیترانه منتقل نماید.
با آغاز حرکت از روز ۴ نوامبر، شب ۱۱ نوامبر از تنگه جبل‌الطارق عبور کرد. مدت کوتاهی پس از ورود به مدیترانه، به سمت گروهی از کشتی‌های جنگی بریتانیایی که توسط هواگردهای ایتالیایی شناسایی شده بودند، هدایت شد. روز ۱۳ نوامبر با این نیروی دشمن مواجه گشت که در حال حرکت به سمت غرب بود. با شلیک اژدر ناو هواپیمابر آرک رویال را مورد اصابت قرار داد. با وجود تلاش برای حفظ آن، این شناور روز بعد غرق شد. به هر صورت تنها یک نفر در حادثه جان باخت و مابقی خدمه نجات داده شدند. به جهت این موفقیت بزرگ گوگنبرگر روز ۱۰ دسامبر سال ۱۹۴۱ مفتخر به دریافت نشان عالی صلیب شوالیه صلیب آهنین گشت. در نهایت پس از ۳۶ روز از آغاز حرکت از برست، وارد پایگاه دریایی لا اسپتزیا در ایتالیا شد.
گوگنبرگر شش گشت رزمی دیگر در مدیترانه به انجام رساند. گشت پنج هفته‌ای از ماه ژانویه سال ۱۹۴۲ ثمره‌ای نداشت اما در گشت بعدی از روز ۶ آوریل توانست شش کشتی تجاری را غرق کند. گشت بعدی از روز ۵ مه از سالامیس در یونان هم بی‌ثمر بود. گشت متعاقب غرق شدن یک کشتی تجاری دیگر را به کارنامه او افزود. او-۸۱ روز ۵ اکتبر لا اسپتزیا را برای یازدهمین گشت رزمی خود ترک کرد و موفق شد دو کشتی تجاری دشمن را غرق کند. گشت رزمی بعدی گوگنبرگر از لا اسپتزیا آغاز شد و پس از چهار هفته بدون نتیجه در پولا در شمال شرقی دریای آدریاتیک به پایان رسید.
روز ۸ ژانویه سال ۱۹۴۳ برگ‌های بلوط به نشان صلیب شوالیه گوگنبرگر افزوده شد. مدت کوتاهی او-۸۴۷ از نوع ۹دی-۲ را فرماندهی کرد و سپس به ستاد دریابد کارل دونیتس در فرماندهی کل او-بوت‌ها پیوست. ماه مه سال ۱۹۴۳ فرماندهی او-۵۱۳ از نوع ۹سی/۴۰ به او سپرده شد. با این او-بوت لوریان را روز ۱۸ مه برای نخستین گشت رزمی ترک کرد و تا نزدیکی سواحل برزیل در اقیانوس اطلس جنوبی پیش رفت. روز ۲۱ ژوئن ونتسیا، کشتی سوئدی را غرق کرد و چهار روز بعد به ایگل، کشتی آمریکایی آسیب زد. روز ۱ ژوئیه توتویا، کشتی برزیلی و دو روز بعد اِلیهو بی. واشبورن، کشتی آمریکایی غرق شد. روز ۱۶ ژوئیه ریچارد کزوِل، کشتی آمریکایی نیز در شمار قربانیان گوگنبرگر قرار گرفت.
در این زمان دیگر بخت از گوگنبرگر روی برگرداند. او-بوت او روز ۱۹ ژوئیه بر روی سطح توسط یک هواگرد آمریکایی شناسایی و غرق شد. گوگنبرگر که به شدت زخمی شده بود، به همراه شش بازمانده دیگر سوار قایق نجات شدند. ناو آمریکایی بارنِگات روز بعد آن‌ها را از آب گرفت. پس از یک دوره طولانی درمانی در بیمارستان، ماه ژانویه سال ۱۹۴۴ به یک اردوگاه اسیران جنگی در آریزونا فرستاده شد. روز ۲۳ دسامبر سال ۱۹۴۳ با ۲۴ تن دیگر از هم‌قطارانش از اردوگاه گریخت اما روز ۶ ژانویه سال ۱۹۴۵ در فاصله تنها ۷ کیلومتری از مرز مکزیک مجددا دستگیر شد. به هر صورت، ماه اوت سال ۱۹۴۶ از بند رها و به آلمان بازگشت.
پس از جنگ در باز سازی نیروی دریایی آلمان سهیم بود و در آن به درجه دریاداری رسید. مدتی از مقامات ارشد ستاد دریایی ناتو در شمال اروپا بود تا این که ماه اکتبر سال ۱۹۷۲ بازنشسته شد. دریادار فریدریش گوگنبرگر در نهایت روز ۱۳ مه سال ۱۹۸۸ در اثر یک حادثه جان باخت. جسد او دو سال بعد در جنگلی کشف شد.